# 김승현 (1985년)
김승현(영어: Kim Seung Hyoun, 1985년 3월 13일~)는 대한민국의 연구인 겸 물리치료사이다. 운동전문가 및 물리치료사로서 각종 방송에 출연하여 자문을 하였고, 현재는 인제대학교 산학협력단 연구원 및 인제대학교 상계백병원 심장재활클리닉 심장재활 전문 물리치료사로 활동중이다.  

## 경력
- 現 인제대학교 상계백병원 심장재활클리닉 - 심장재활 전문 물리치료사
- 現 인제대학교 산학협력단 연구원
- 前 양주시민예술단 양주시민오케스트라 - 첼리스트

## 자격 및 면허
- 2009. 08. 07. 문화체육관광부 - 생활스포츠지도사 2급 (보디빌딩)
- 2015. 02. 27. 보건복지부 - 물리치료사 (54304)
- 2016. 02. 03. 미국스포츠의학회(American College of Sports Medicine) - Certified Personal Trainer : ACSM CPT
- 2016. 12. 30. 문화체육관광부 - 건강운동관리사 (1314)
- 2016. 07. 04. 대한고유수용성신경근촉진법학회 - 신경계 전문물리치료사 (PNF Advance Certification)
- 2017. 03. 13. 미국스포츠의학회(American College of Sports Medicine) - Certified Clinical Exercise Physiologist : ACSM-CEP®
- 2017. 08. 05. DNS(Dynamic Neuromuscular Stabilization) : Certificate of DNS Exercise Trainer (DNSET)
- 2019. 03. 11. 미국심폐재활협회(AARC/AACVPR) - Pulmonary Rehabilitation Certificate Course
- 2024. 06. 08. 미국스포츠의학회(American College of Sports Medicine) - Cancer Exercise Specialist Course

## 참여 연구
- 2019.03. - 2022.02. 급성 심근경색 환자를 위한 운동 기반 심장재활 프로그램에서 적절한 고강도 인터발 훈련 프로토콜 개발 (과제고유번호 1711145416)
- 2019.08. - 2022.02. 중증 하지 허혈 환자에서 운동 재활치료가 증상 완화 및 미세 순환 개선에 미치는 영향 연구 (과제고유번호 1711110396)
- 2020.01. - 2023.06. 질병관리청 - 심장재활의 임상현장 및 지역사회 이행제고 전략개발 연구 (연구고유번호 2020-ER6305-01)
- 2022.04 - 2025.12. 범부처 - 임상 처방에 근거한 호흡재활 치료를 위한 디지털치료기기 개발과 시제품의 임상적 유효성과 안전성에 대한 확증적 임상시험을 통한 소프트웨어 의료기기 품목허가 (과제고유번호 1711174546)
- 2023.08. - 2025.12. 질병관리청 - 디지털 기술을 이용한 심장재활 이행제고 전략 (연구고유번호 2023-ER0905-00)

## 논문
- 2020. 08. 석사논문 : Effects of high-intensity interval training on a treadmill on the cardiorespiratory capacity of cardiac rehabilitation patients
- 2018. 12. The Journal of Korean Academy of Cardiorespiratory Physical Therapy - A Survey on the Actual Conditions of Korean Cardiac Rehabilitation
- 2022. 08. Annals of rehabilitation medicine - Accuracy and Validity of Commercial Smart Bands for Heart Rate Measurements during Exercise Test
- 2023. 08. Annals of rehabilitation medicine -  Validation of Wearable Digital Devices for Heart Rate Measurement During Exercise Test in Patients With Coronary Artery Disease
- 2024. 07. Annals of rehabilitation medicine - The Accessibility and Effect of Cardiac Rehabilitation in COVID-19 Pandemic Era

## 강의 및 학술발표
- 2019. 08. 25. 프리포먼스 컨퍼런스 <Clinical Tips for Cardiorespiratory Fitness Training>
- 2021. 10. 29. 대한재활의학회 학술대회 - Accuracy and Validity of Commercial Smart Bands for Heart Rate Measurements during Exercise Test
- 2022. 04. 22. 대한재활의학회 학술대회 - Comparison of Home-based and Center-based Cardiac Rehabilitation Efficacy on Cardiorespiratory Fitness
- 2022. 09. 24 전문운동사회 온라인 워크숍  <심장재활 프로그램 소개 및 임상적 적용>
- 2022. 10. 28 대한재활의학회 학술대회 - Efficacy of Home-based and Center-based Cardiac Rehabilitation; Quality over Quantity?
- 2022. 10. 28 대한재활의학회 학술대회 - Comparative Efficacy of Treadmill Exercise Training with and without Handrail Support
- 2022. 10. 28 대한재활의학회 학술대회 - The Effect of Home-based Cardiac Rehabilitation on Cardiovascular Risk Factors Management
- 2023. 11. 11. 대한스포츠과학 운동의학회 - <심장재활 프로토콜의 실제와 현실>
- 2024. 08. 01. 신한메디칼(주) <Vyntus CPX로 수행하는 심폐운동부하검사 세미나>
- 2024. 08. 23. 대한물리치료사협회 노인시설 물리치료사 보수교육 부산 <노인 심장재활 프로그램>
- 2024. 08. 30. 대한물리치료사협회 노인시설 물리치료사 보수교육 대전 <노인 심장재활 프로그램>
- 2024. 09. 06. 대한물리치료사협회 노인시설 물리치료사 보수교육 광주 <노인 심장재활 프로그램>
- 2024. 09. 27. 대한물리치료사협회 노인시설 물리치료사 보수교육 서울 <노인 심장재활 프로그램>
- 2024. 11. 23. EIM KOREA 심포지엄 2024 <심혈관 질환 환자의 운동프로그램의 현장 적용>

## 방송
- 2012. 02 CMB 동서방송 interview
- 2017. 08. 코리아뉴스타임즈 심장재활 기사, 상계백병원 건강칼럼
- 2017. 08. 중앙일보 기사 (무릎 관절염 예방을 위한 운동방법)
- 2017. 09. 피트(FITT) 브릿지(BRIDGE) 작가로 활동 (심장재활의 필요성과 운동처방지침)
- 2017. 10. 연합뉴스TV 과사용 증후군 (명절증후군 스트레칭방법)[1]
- 2018. 01. 연합뉴스TV 사무실 건강관리법 (직장인을 위한 스트레칭방법)[2]
- 2018. 05. EBS 다큐프라임 촬영 <뼈 BONES>
- 2018. 10. SBS 미운우리새끼 <김종국> 심폐운동부하검사
- 2022. 04. KBS 생로병사의 비밀 818회 “심장도 재활이 필요합니다”

## 활동
- 現 대한건강운동관리사협회(KESA) 정회원
- 現 대한고유수용성신경근촉진법학회 (KPNFA) 정회원
- 現 대한심장호흡물리치료학회 (KACRPT) 정회원
- 現 미국심폐재활협회 AACVPR (American Association of Cardiovascular and Pulmonary Rehabilitation) 멤버
- 現 미국스포츠의학회 ACSM(American College of Sports Medicine) 멤버
- 現 임상운동생리학회 CEPA(Clinical Exercise Physiology Association) 멤버